# Singhiella crenulata
Singhiella crenulata es un hemíptero de la familia Aleyrodidae, con una subfamilia: Aleyrodinae.
Fue descrita científicamente por primera vez por Qureshi & Qayyam en 1969.